# Emīls Birka
Emīls Birka (Limbaži, 25 aprile 2000) è un calciatore lettone, difensore dell'Auda Ķekava.

## Carriera

### Club
Cresciuto nel settore giovanile del Metta/LU, ha esordito in prima squadra il 13 agosto 2017 disputando l'incontro di Virslīga perso 4-0 contro il Riga FC. Successivamente si è trasferito al Valmiera, club con il quale nel 2022 ha vinto il campionato lettone.

### Nazionale
Ha giocato nelle nazionali giovanili lettoni Under-17, Under-19 ed Under-21.
L'8 giugno 2024 ha fatto il suo debutto nella nazionale maggiore, subentrando Andrejs Cigaņiks nella gara contro la Lituania valida per le semifinali della Coppa del Baltico 2024.

## Statistiche

### Presenze e reti nei club
Statistiche aggiornate al 5 ottobre 2021.
| Stagione        | Squadra         | Campionato      | Campionato | Campionato | Coppe nazionali | Coppe nazionali | Coppe nazionali | Coppe continentali | Coppe continentali | Coppe continentali | Altre coppe | Altre coppe | Altre coppe | Totale | Totale |
| Stagione        | Squadra         | Comp            | Pres       | Reti       | Comp            | Pres            | Reti            | Comp               | Pres               | Reti               | Comp        | Pres        | Reti        | Pres   | Reti   |
| --------------- | --------------- | --------------- | ---------- | ---------- | --------------- | --------------- | --------------- | ------------------ | ------------------ | ------------------ | ----------- | ----------- | ----------- | ------ | ------ |
| 2017            | Metta/LU        | VL              | 4          | 0          | CL+CL           | 0               | 0               |                    | -                  | -                  |             | -           | -           | 4      | 0      |
| 2018            | Metta/LU        | VL              | 13         | 0          | CL              | 1               | 0               |                    | -                  | -                  |             | -           | -           | 14     | 0      |
| 2019            | Metta/LU        | VL              | 27         | 0          | CL              | 1               | 0               |                    | -                  | -                  |             | -           | -           | 28     | 0      |
| 2020            | Metta/LU        | VL              | 24         | 2          | CL              | 1               | 0               |                    | -                  | -                  |             | -           | -           | 25     | 2      |
| 2021            | Metta/LU        | VL              | 23         | 2          | CL              | 1               | 0               |                    | -                  | -                  |             | -           | -           | 24     | 2      |
| Totale carriera | Totale carriera | Totale carriera | 91         | 4          |                 | 4               | 0               |                    | -                  | -                  |             | -           | -           | 95     | 4      |

### Cronologia presenze e reti in nazionale
| Cronologia completa delle presenze e delle reti in nazionale ― Lettonia | Cronologia completa delle presenze e delle reti in nazionale ― Lettonia | Cronologia completa delle presenze e delle reti in nazionale ― Lettonia | Cronologia completa delle presenze e delle reti in nazionale ― Lettonia | Cronologia completa delle presenze e delle reti in nazionale ― Lettonia | Cronologia completa delle presenze e delle reti in nazionale ― Lettonia | Cronologia completa delle presenze e delle reti in nazionale ― Lettonia | Cronologia completa delle presenze e delle reti in nazionale ― Lettonia |
| Data                                                                    | Città                                                                   | In casa                                                                 | Risultato                                                               | Ospiti                                                                  | Competizione                                                            | Reti                                                                    | Note                                                                    |
| ----------------------------------------------------------------------- | ----------------------------------------------------------------------- | ----------------------------------------------------------------------- | ----------------------------------------------------------------------- | ----------------------------------------------------------------------- | ----------------------------------------------------------------------- | ----------------------------------------------------------------------- | ----------------------------------------------------------------------- |
| 8-6-2024                                                                | Liepāja                                                                 | Lettonia                                                                | 0 – 2                                                                   | Lituania                                                                | Coppa del Baltico 2024                                                  | -                                                                       | 62’                                                                     |
| Totale                                                                  |                                                                         | Presenze                                                                | 1                                                                       |                                                                         | Reti                                                                    | 0                                                                       |                                                                         |

## Palmarès

### Club

#### Competizioni nazionali
- Campionato lettone: 1

Valmiera: 2022